# Year of the Cat (singolo)
Year Of The Cat è un singolo del cantautore britannico Al Stewart, pubblicato nel luglio 1976 come primo estratto dell'omonimo album. Gli autori del brano sono Stewart (testo) e Peter Wood (melodia).
Il singolo fu prodotto da Alan Parsons, autore dell'arrangiamento strumentale, e distribuito dalle etichette RCA Victor (Regno Unito) e Janus Records (Stati Uniti). Fu ripubblicato nel 1992.
Nel corso dei decenni, vari artisti hanno inciso o eseguito una cover del brano Year Of The Cat.

## Descrizione

### Composizione del branoYear Of The Cat
Al Stewart iniziò a comporre il testo del brano Year Of The Cat dopo aver sentito le note eseguite al pianoforte da Peter Wood.
La stesura del testo fu molto laboriosa. Stewart compose infatti inizialmente un testo dal titolo Foot of the Stage, che era dedicato al comico teatrale britannico Tony Hancock, morto per overdose nel 1968. Il testo però non convinse la casa discografica, che disse di non conoscere Tony Hancock, e così Stewart dovette cambiare parole e titolo della canzone.
Il secondo testo scritto da Stewart era dedicato alla principessa Anna e recava il titolo Horse of the Year, ma anche questo nuovo testo non ottenne i favori della casa discografica.
L'idea del testo definitivo venne a Stewart quando vide la propria ragazza sfogliare un libro di astrologia vietnamita al capitolo dedicato all'anno del gatto. Nel nuovo testo, il richiamo, ripetuto ad ogni fine strofa, all'anno del calendario orientale crea una suggestione quasi mistica, in cui una ragazza vestita di seta compare in un luogo metaforicamente fuori dal tempo e dalla realtà, con la sua carica di seduzione e semplicità sensuale a cui non si può far altro che abbandonarsi.

### Il disco nelle classifiche
Il singolo raggiunse il quinto posto delle classifiche in Italia (dove risultò il 22° singolo più venduto nel 1977), il sesto posto delle classifiche nei Paesi Bassi e l'ottavo posto negli Stati Uniti.

## Tracce
7" (versione 1)
1. Year of the Cat – 3:23 (Al Stewart - Peter Wood)
2. Broadway Hotel – 3:55

7" (versione 2)
1. Year of the Cat – 6:37 (Al Stewart - Peter Wood)
2. If It Doesn't Come Naturally, Leave It – 4:29

7" (ripubblicazione del 1992)
1. Year of the Cat – 4:38
2. Year of the Cat (Live) – 6:37

## Classifiche
| Classifica    | Posizione massima | Nr. di settimane |
| ------------- | ----------------- | ---------------- |
| Belgio        | 9                 | 7                |
| Italia        | 5                 |                  |
| Nuova Zelanda | 15                | 16               |
| Paesi Bassi   | 6                 | 6                |
| Regno Unito   | 31                |                  |
| Stati Uniti   | 8                 |                  |

## Cover
I seguenti artisti (in ordine alfabetico) hanno inciso o eseguito pubblicamente una versione del brano Year of the Cat:
- Bastet One feat. Daniel Gomez (1992)
- The BB Band (1999)
- Hanne Boel (2007)
- Châlice (nell'album In Wonderland del 1995[7])
- F.R. David (nell'album Songbook del 1999[8])
- DJ Hush (2006)
- Ebony (1992)
- Pedro Javier González (versione strumentale, 1999)
- Kris Isak (1992)
- Jennifer Joyce (1995)
- Leavis King (1992)
- Bobby Louw (2009)
- Dave Nachmanoff (versione strumentale; 2005)
- Nashville Acoustic Trio (2008)
- OTC (2007)
- Tchello Palma (2001)
- Psapp (2006)
- Vintage Lounge Orchestra (2012)
- Michael Wexler feat. Tift Merritt (2008)

### Adattamenti in altre lingue
- Il brano Year Of The Cat è stato adattato in lingua francese da Christian Ravasco con il titolo Une fille délicate ed eseguito in questa versione nel 1977 da Patrick Attali[3]
- Il brano Year Of The Cat è stato adattato in lingua finlandese da Hector con il titolo Kissojen yö ed eseguito in questa versione dallo stesso Hector nel 1978[3]